# أمير عابديني
أمير عابديني (بالفارسية: امیر عابدینی)‏ (13 ديسمبر 1949 في طهران - ) لاعب كرة قدم، وشخصية أعمال، وسياسي، ورائد أعمال من إيران.